# ألاستير باترسون
ألاستير باترسون هو سياسي بريطاني، ولد في 14 ديسمبر 1972 في Castlederg ‏ في المملكة المتحدة. نشط حزبياً في حزب ألستر الوحدوي. وقد انتخب عضو الجمعية التشريعية الرابعة لأيرلندا الشمالية ‏ عن دائرة فيرماناغ وتيرون الجنوبية ‏ وقد انضم خلال فترته النيابية ‏ (27 يناير 2016 – 24 مارس 2016) للكتلة البرلمانية حزب ألستر الوحدوي.